# Carlos Carmona
Carlos Emilio Carmona Tello (Coquimbo, 1987. február 21. –) chilei válogatott labdarúgó, az Atalanta játékosa. Középpályás.

## Külső hivatkozások
- Carlos Carmona a national-football-teams.com honlapján